# Bullfrog Productions
Bullfrog Productions je bilo britansko podjetje za razvoj videoiger, ki sta ga ustanovila Les Edgar in Peter Molyneux leta 1987. Podjetje je postalo znano predvsem z izdajo tretjega dela serije Populous, Populous: The Beginning.
Podjetje Electronic Arts, ki je bilo založnik videoiger za Bullfrog Productions, je prevzelo podjetje januarja 1995. Molyneux je avgusta 1997 zapustil Bullfrog Productions in ustanovil Lionhead Studios, medtem ko so drugi izvorni ustanovni člani ustanovili Mucky Foot Productions. Zadnje videoigre z logotipom podjetja so bile izdane leta 2001, leta 2004 pa je konec podjetja označila ustanovitev enotne podružnice EA UK, s katero so združili vsa manjša podjetja za razvoj videoiger v Združenem kraljestvu.
Avgusta 2009 je bilo objavljeno, da namerava Electronic Arts posodobiti nekatere igre za usklajenost z modernimi operacijskimi sistemi.